# Allophylus oyemensis
Allophylus oyemensis är en kinesträdsväxtart som beskrevs av François Pellegrin. Allophylus oyemensis ingår i släktet Allophylus och familjen kinesträdsväxter. Inga underarter finns listade i Catalogue of Life.